# 10 جمادى الأولى
- السبت
- الأحد
- الاثنين
- الثلاثاء
- الأربعاء
- الخميس
- الجمعة

- 302 نوفمبر 2024
- 13 نوفمبر 2024
- 24 نوفمبر 2024
- 35 نوفمبر 2024
- 46 نوفمبر 2024
- 57 نوفمبر 2024
- 68 نوفمبر 2024
- 79 نوفمبر 2024
- 810 نوفمبر 2024
- 911 نوفمبر 2024
- 1012 نوفمبر 2024
- 1113 نوفمبر 2024
- 1214 نوفمبر 2024
- 1315 نوفمبر 2024
- 1416 نوفمبر 2024
- 1517 نوفمبر 2024
- 1618 نوفمبر 2024
- 1719 نوفمبر 2024
- 1820 نوفمبر 2024
- 1921 نوفمبر 2024
- 2022 نوفمبر 2024
- 2123 نوفمبر 2024
- 2224 نوفمبر 2024
- 2325 نوفمبر 2024
- 2426 نوفمبر 2024
- 2527 نوفمبر 2024
- 2628 نوفمبر 2024
- 2729 نوفمبر 2024
- 2830 نوفمبر 2024
- 291 ديسمبر 2024
- 12 ديسمبر 2024
- 23 ديسمبر 2024
- 34 ديسمبر 2024
- 45 ديسمبر 2024
- 56 ديسمبر 2024

10 جُمادى الأولى أو 10 جُمادی‌ الاَوَّل أو يوم 10 \ 5 (اليوم العاشر من الشهر الخامس) هو اليوم الثامن والعُشرون بعد المائة (128) من أيَّام السنة (أو التاسع والعُشرون بعد المائة لو كان شهر ربيع الآخر مُتممًا لليوم الثلاثين أو الثلاثون بعد المائة لو أتم كلًا من صفر وربيع الآخر ثلاثين يومًا) وفق التقويم الهجري القمري (العربي). يبقى بعده 226 أو 227 يومًا لانتهاء السنة.

## أحداث
- 36هـ - نشوب معركة الجمل بين علي بن أبي طالب والجماعة التي ثارت عليه مطالبة بدم عثمان بن عفان، ومنهم طلحة بن عبيد الله والزبير بن العوام وعائشة بنت أبي بكر (على أحد القولين).
- 1339هـ - إقرار الجمعية الوطنية بأنقرة القانون الأساسي الذي نص على سيادة الشعب وانتخاب البرلمان بالاقتراع العام، ووزارة مسئولة، ورئيس للجمهورية ذي سلطات واسعة. وكانت هذه الإجراءات بداية للتخلص من السلطان العثماني وإنهاء دولة الخلافة التي ظلت قائمة نحو خمسة قرون.
- 1366هـ - إعدام مؤسس جمهورية مهاباد قاضي محمد.
- 1373هـ - صدور قرار مجلس الوزراء المصري برئاسة جمال عبد الناصر بحل جماعة الإخوان المسلمين؛ لأنها حزب سياسي، ينطبق عليها قانون حل الأحزاب الصادر في سنة 1372هـ.
- 1385هـ - بدء اشتعال الحرب بين الهند وباكستان بسبب مشكلة كشمير ذات الأغلبية المسلمة التي استولت عليها الهند، واستمرت الحرب 17 يومًا.
- 1396هـ - انتخاب إلياس سركيس رئيسًا للجمهورية اللبنانية خلفًا للرئيس سليمان فرنجيّة وذلك قبل أربع شهور من نهاية ولايته على أن يتسلم الرئاسة بعد نهاية ولاية الرئيس فرنجيّة.
- 1422هـ - إسرائيل تغتال القياديين في حركة المقاومة الإسلامية (حماس) جمال سليم وجمال منصور في قصف لمكتبهم كانا يتواجدان فيه بنابلس في فلسطين.
- 1425هـ -
  - قوات الاحتلال في العراق بقيادة الولايات المتحدة الأمريكية تسلم السلطة رسميا إلى الحكومة العراقية المؤقتة عبر تبادل وثائق بين الحاكم الأمريكي للعراق بول بريمر ورئيس الوزراء العراقي المعين إياد علاوي.
  - مقتل جندي إسرائيلي وإصابة 5 آخرين في عملية نوعية لكتائب عز الدين القسام الجناح العسكري لحركة حماس للمقاومة الفلسطينية، حيث فجرت موقعًا عسكريًا إسرائيليًا حصينًا عند مفترق المطاحن «كوسوفيم» عن طريق نفق يصل إلى أسفل الموقع الإسرائيلي.
- 1432هـ - النائب العام في مصر يقرر حبس الرئيس السابق محمد حسني مبارك ونجلاه علاء وجمال خمسة عشر يومًا على ذمة التحقيق وذلك للتحقيق في اتهامات تتعلق بالتربح واستغلال النفوذ وفي اتهامات بالتحريض على قتل المتظاهرين.
- 1438هـ - الكنيست الإسرائيلي يقر قانون تبييض المستوطنات، بتأييد 60 عضوًا ومعارضة 52.
- 1443هـ - اليونسكو تدرج الخط العربي على قائمة التراث الثقافي غير المادي العالمي في 16 دولة عربية.

## مواليد
- 1292هـ - إسماعيل صدقي، سياسي مصري ورئيس الوزراء في عهد الملك فؤاد الأول.
- 1321هـ - الحبيب بورقيبة، أول رئيس لتونس.
- 1335هـ - سميرة موسى، عالمة ذرة مصرية.
- 1341هـ - علي إسماعيل، موسيقار مصري.
- 1361هـ - نادية شمس الدين، ممثلة مصرية.
- 1383هـ - علاء ولي الدين، ممثل مصري.
- 1392هـ - نرمين الفقي، ممثلة مصرية.
- 1403هـ - بهاء الكافي، مغنية وممثلة تونسية.
- 1405هـ - نواف المهنا، ممثل ومخرج سعودي.
- 1406هـ -
  - هبة حلواني، ممثلة سورية.
  - إبراهيم شهاب، لاعب كرة قدم كويتي.
- 1407هـ - محمد السهلاوي، لاعب كرة قدم سعودي.
- 1409هـ - أحمد الصغير، لاعب كرة قدم ليبي.

## وفيات
- 36هـ -
  - طلحة بن عبيد الله، صحابي وأحد العشرة المبشرين بالجنة.
  - الزبير بن العوام، صحابي وأحد العشرة المبشرين بالجنة.
- 458هـ - أبو بكر أحمد بن الحسين البيهقي، أحد أئمة الحديث والفقه في القرن الخامس الهجري، وصاحب السنن الكبرى المعروفة بسنن البيهقي.
- 660هـ - العز بن عبد السلام، عالم دين مسلم سنّي وفقيه شافعي.
- 1366هـ - قاضي محمد، مؤسس جمهورية مهاباد.
- 1373هـ - البشير الفورتي، صحافي وأديب تونسي.
- 1402هـ - صلاح نصر، مدير المخابرات المصرية.
- 1407هـ - مؤيد إبراهيم الإيراني، شاعر ومترجم فلسطيني.
- 1422هـ -
  - جمال منصور، سياسي فلسطيني وقيادي في حركة المقاومة الإسلامية (حماس).
  - جمال سليم، داعية إسلامي وسياسي وكاتب فلسطيني وقيادي في حركة المقاومة الإسلامية (حماس).
- 1426هـ - سالم حنا خميس، عالم رياضيات فلسطيني.
- 1431هـ - فؤاد صادق مفتي، دبلوماسي سعودي.
- 1433هـ - إكريم بورا، ممثل تركي.
- 1434هـ - محمد سعيد رمضان البوطي، علامة سوري.
- 1435هـ - أحمد الربيعي، رسام كاريكاتير عراقي.

## وصلات خارجية
- صحيفة اليوم: حدث في مثل هذا اليوم.
- موقع قصة الإسلام: حدث في شهر جُمادى الأولى.